# 3,6-metrowy teleskop ESO
3,6-metrowy teleskop ESO – teleskop należący do Europejskiego Obserwatorium Południowego znajdujący się w Obserwatorium La Silla położonym około 600 km na północ od Santiago de Chile. Jeden z największych teleskopów optycznych zbudowanych w latach 70. XX wieku. Został uruchomiony w 1976, ale ciągła modernizacja jego komponentów sprawia, że jest jednym z najbardziej efektywnych instrumentów. Teleskop wykorzystuje optykę adaptatywną.

## Zdolność obserwacyjna
Teleskop może obserwować obiekty o kącie godzinnym od −5,5 do 5,5, poniżej 70° odległości zenitalnej oraz od −120° do 29,5° deklinacji (co oznacza, że teleskop może obserwować obiekty „po drugiej stronie bieguna południowego”, w zakresie do −60°).
Obserwacji nie prowadzi się, gdy występują następujące warunki pogodowe:
- prędkość wiatru powyżej 20 m/s,
- wilgotność powietrza powyżej 90%,
- temperatura nie wyższa niż 2° powyżej punktu rosy,
- obecność rosy na kopule,
- zachmurzenie nieba zagrażające deszczem[8].

## Poszukiwanie planet pozasłonecznych
Teleskop jest najważniejszym na Ziemi instrumentem wykorzystującym spektrograf HARPS (High Accuracy Radial velocity Planet Searcher), od modernizacji i rozpoczęcia badań metodą pomiarów prędkości radialnej odkrył ponad 150 egzoplanet. W odróżnieniu od Teleskopu Kosmicznego Keplera HARPS bada układy słoneczne bliskie Ziemi, co umożliwia przeprowadzenie dodatkowych obserwacji. Instrument odkrył HD 85512 b – jest ona uważana za najlepszą dotąd odkrytą superziemię, na której mogło rozwinąć się życie. W 2012 odkryto planetę w układzie najbliższej nam gwiazdy – Alfy Centauri.

## Inne odkrycia
Zespół astronomów prof. Grzegorza Pietrzyńskiego odkrył pierwszy układ podwójny OGLE-LMC-CEP-0227, w którym jedna z gwiazd jest cefeidą. Teleskop wykorzystywany był także podczas projektu Araucaria, dzięki któremu zmierzono odległość do Wielkiego Obłoku Magellana, a to umożliwi wyznaczenie stałej Hubble’a z dokładnością do 3%.

## Aparatura badawcza wycofana z użycia
- CES – spektrograf pracujący w paśmie 346–1028 nm,
- EFOSC2 – kamera oraz spektrograf przeznaczony do badań słabo widocznych obiektów,
- TIMMI-2 – wielofunkcyjne narzędzie przeznaczone do badań w podczerwieni (zakres pracy od 3 do 25 mikrometrów)[15].

## Galeria

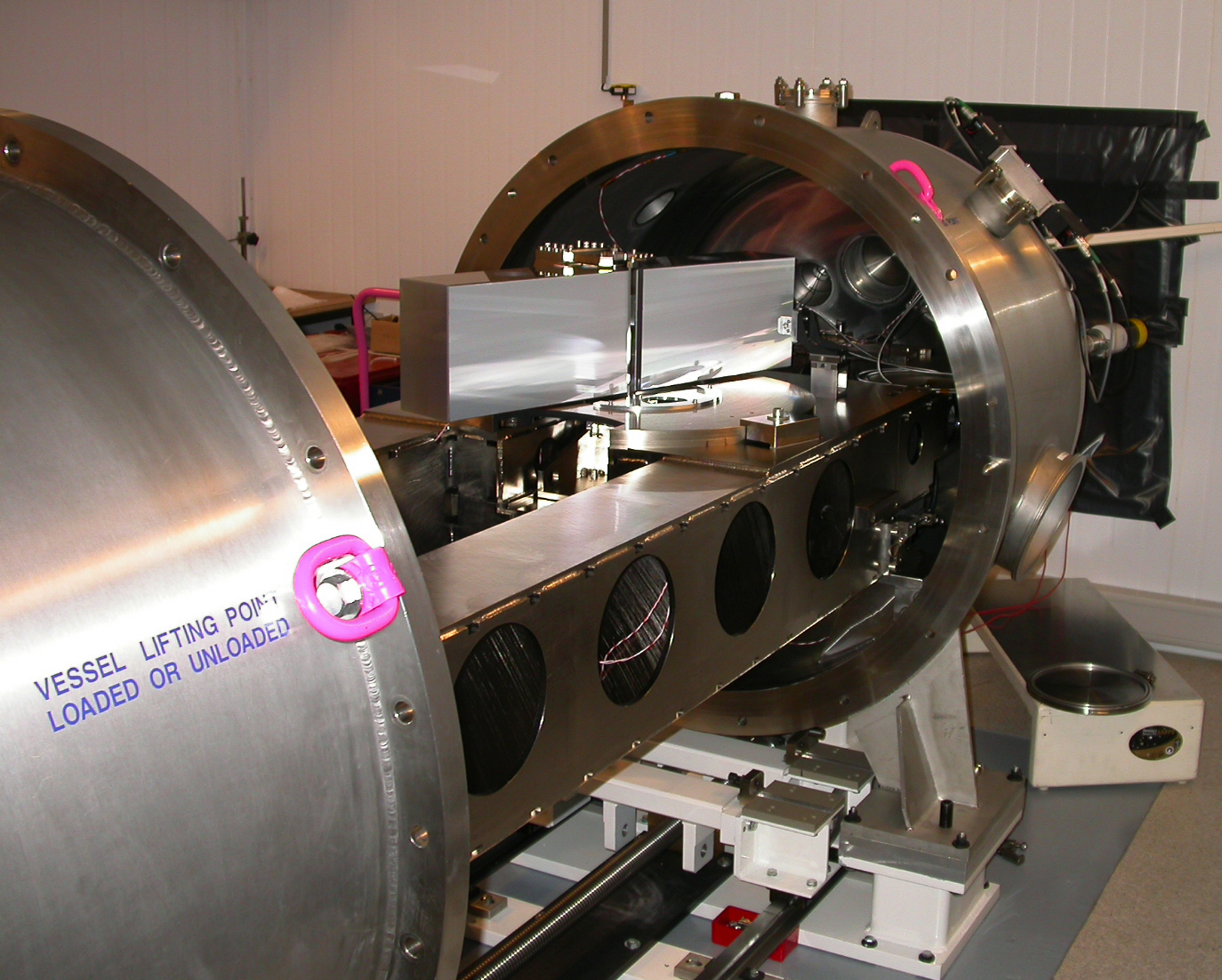
Spektrograf HARPS
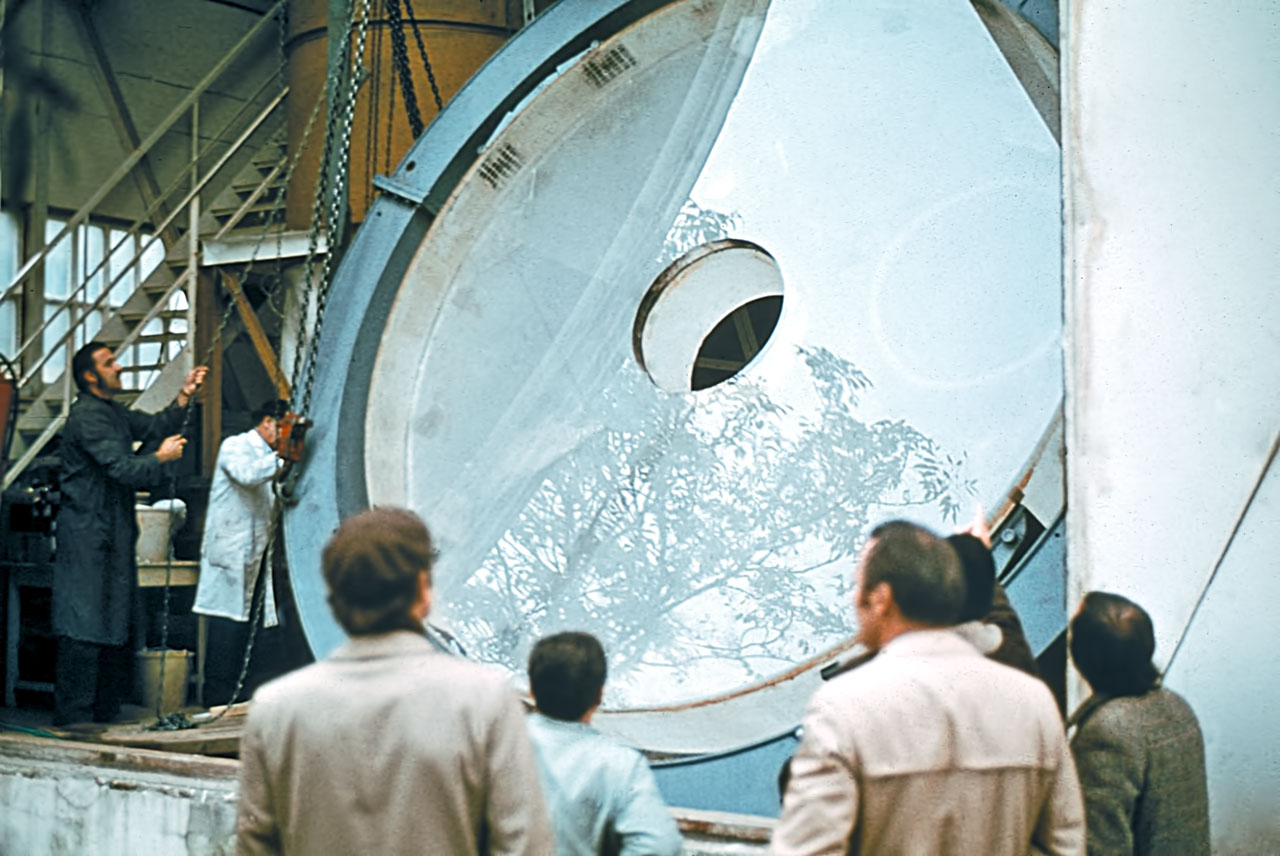
Lustro teleskopu 3,6-metrowego ESO
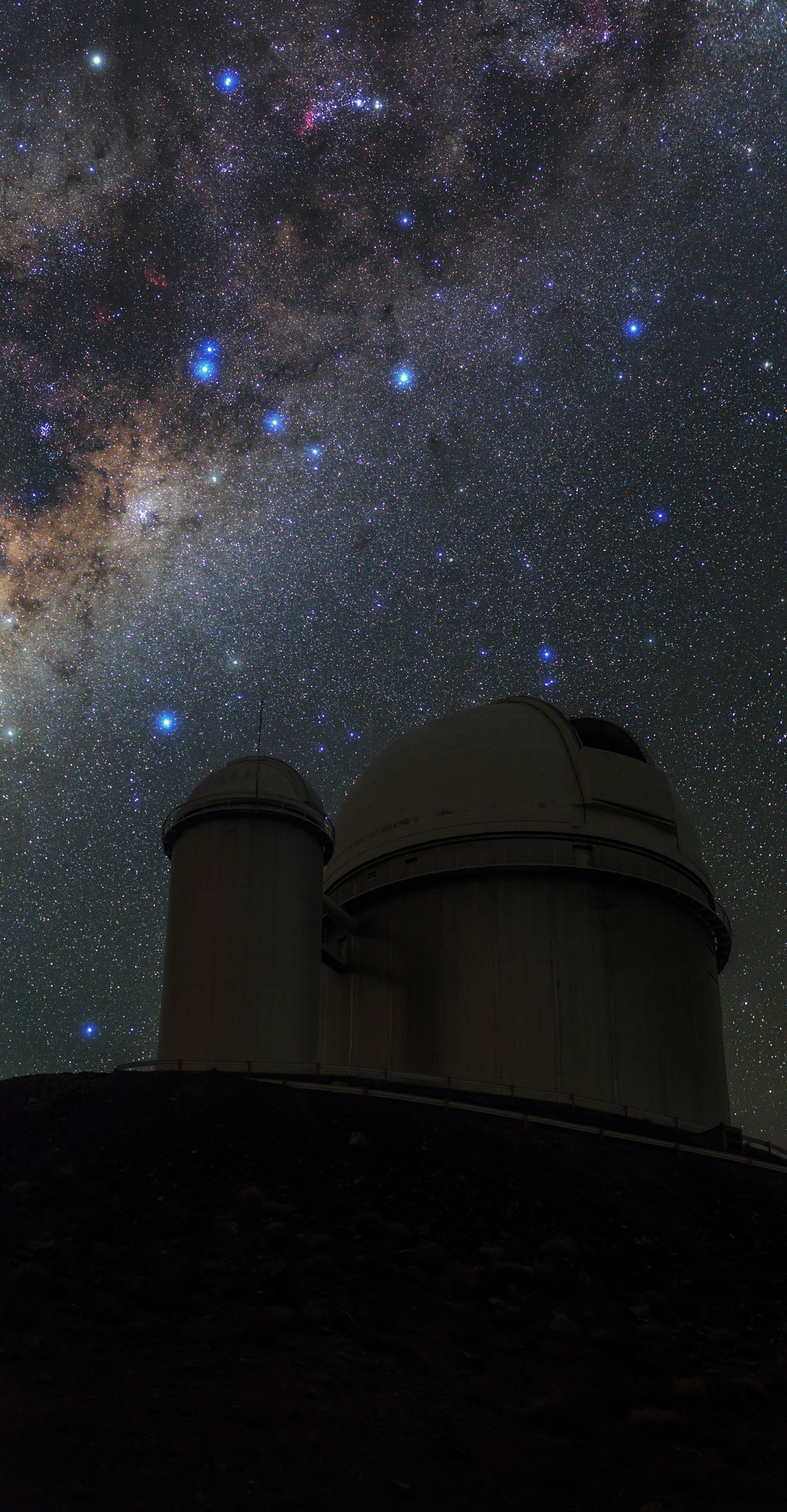
Kopuła teleskopu 3,6-metrowego ESO i Droga Mleczna
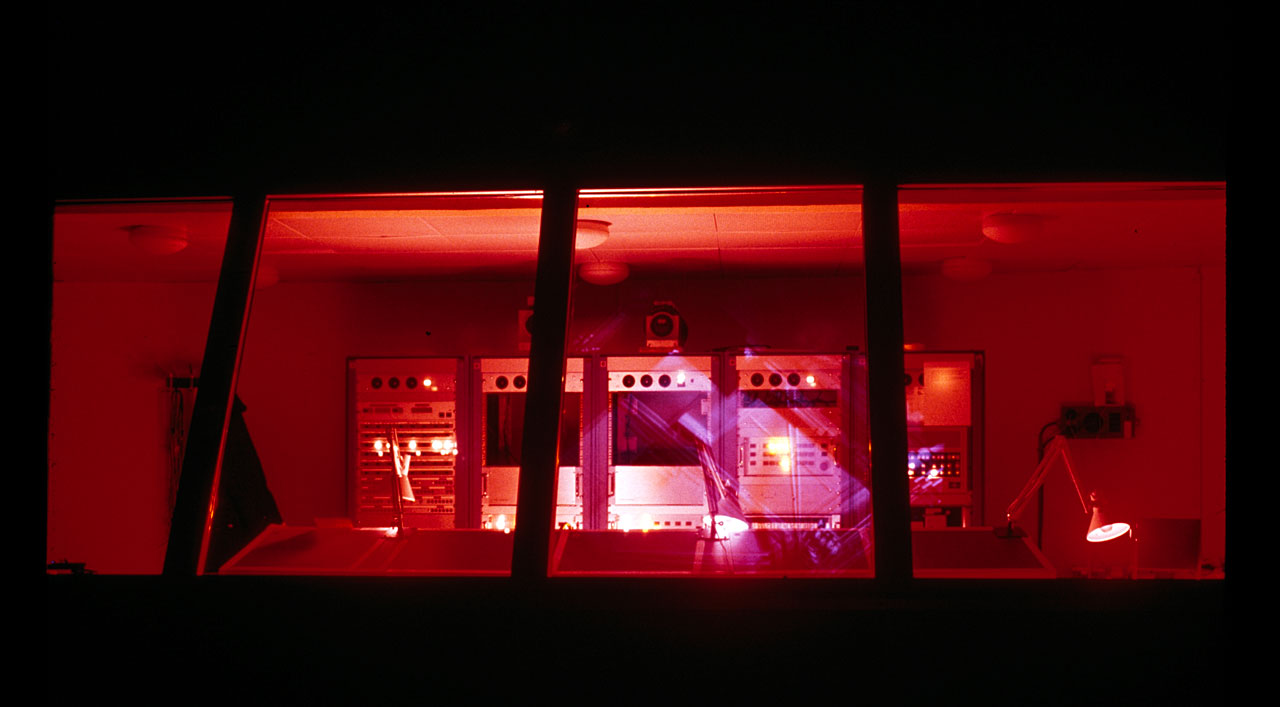
Pokój kontrolny teleskopu 3,6-metrowego
Instrument EFOSC2